# Aleksandr Kolpovski
Aleksandr Alekséyevich Kolpovski (en ruso: Александр Алексеевич Колповский; Nizhni Nóvgorod, 27 de febrero de 1953-Moscú, 23 de septiembre de 2015) fue un futbolista ruso que jugaba en la demarcación de centrocampista.

## Biografía
Debutó como futbolista en 1973 con el FC SKA-Energiya Jabarovsk, aunque ya pertenecía al club desde el año anterior. Jugó toda su etapa con el equipo en la Segunda División Soviética de Fútbol, consiguiendo como mejor resultado una segunda posición en 1975 en liga y eliminado en las semifinales posteriores. En 1976 pasó a ser propiedad del PFC CSKA Moscú, con el que jugó en el máximo nivel de la liga soviética durante cuatro años, consiguiendo hasta diez goles anotados en 113 partidos jugados —89 de ellos en liga—. tras un breve paso por Alemania, donde jugó con el VfL Nauen y el SV Stahl Thale, volvió a la Unión Soviética para jugar con el equipo que le vio debutar, jugando hasta 1987, año en el que se retiró.
Falleció el 23 de septiembre de 2015 en Moscú a los 62 años de edad.

## Clubes
| Club                      | País              | Año         | Partidos | Goles |
| ------------------------- | ----------------- | ----------- | -------- | ----- |
| FC SKA-Energiya Jabarovsk | Unión Soviética   | 1972 - 1975 | 113      | 26    |
| PFC CSKA Moscú            | Unión Soviética   | 1976 - 1979 | 113      | 10    |
| VfL Nauen                 | Alemania Oriental | 1980 - 1982 |          |       |
| SV Stahl Thale            | Alemania Oriental | 1982 - 1983 |          |       |
| FC SKA-Energiya Jabarovsk | Unión Soviética   | 1984 - 1987 | 164      | 38    |